# Bom Retiro do Sul

Localización del municipio Bom Retiro do Sul.

Bom Retiro do Sul es un municipio brasilero del estado de Rio Grande do Sul.
Se encuentra ubicado a una latitud de 29º36'32" Sur y una longitud de 51º56'35" Oeste, estando a una altitud de 35 metros sobre el nivel del mar. Su población estimada para el año 2004 era de 11.627 habitantes.
Ocupa una superficie de 102,78 km².
- Datos: Q1758844
- Multimedia: Bom Retiro do Sul / Q1758844